# Terremoto de las Islas Salomón de 2013

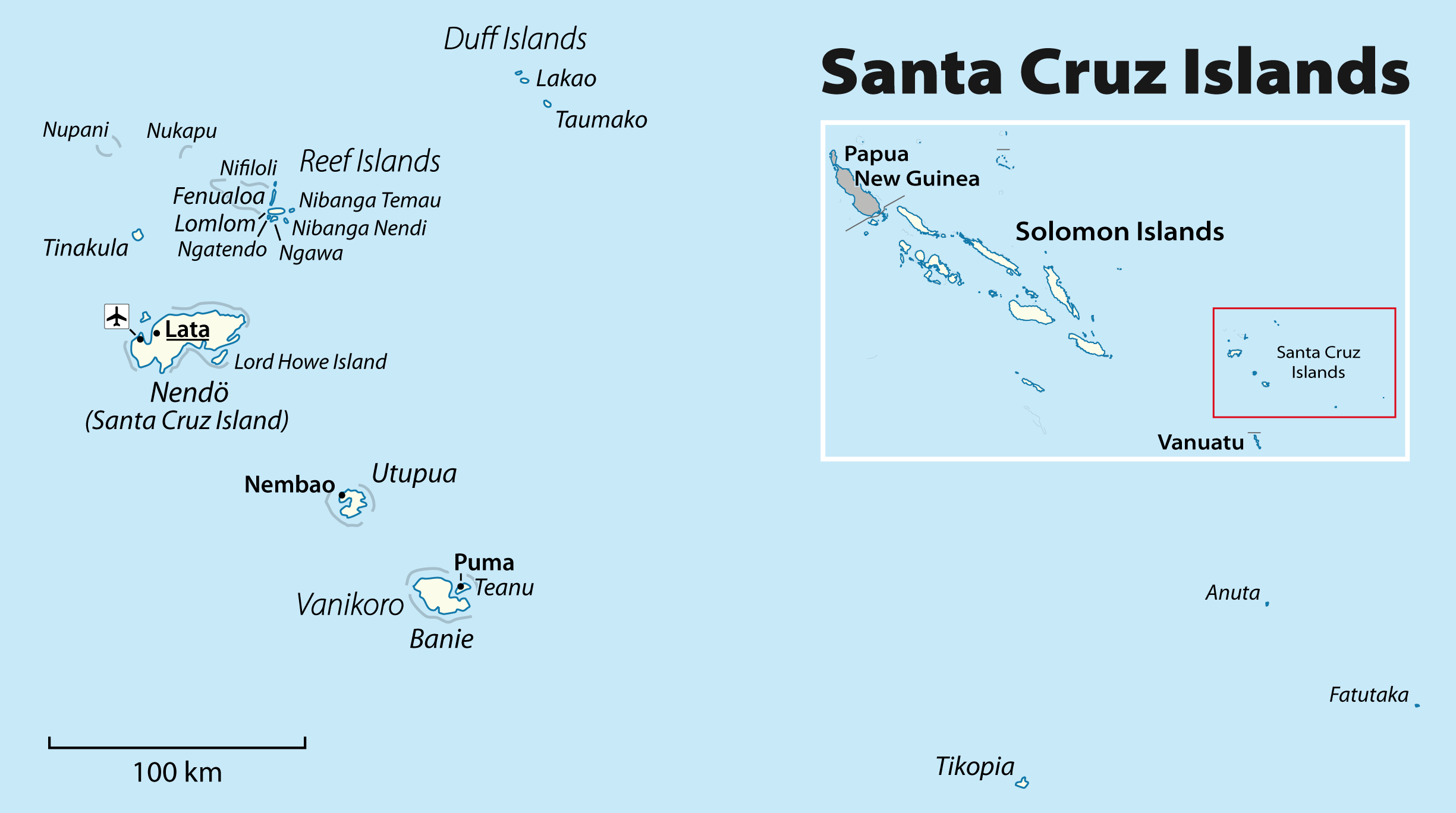
Mapa y ubicación de las Islas Santa Cruz.

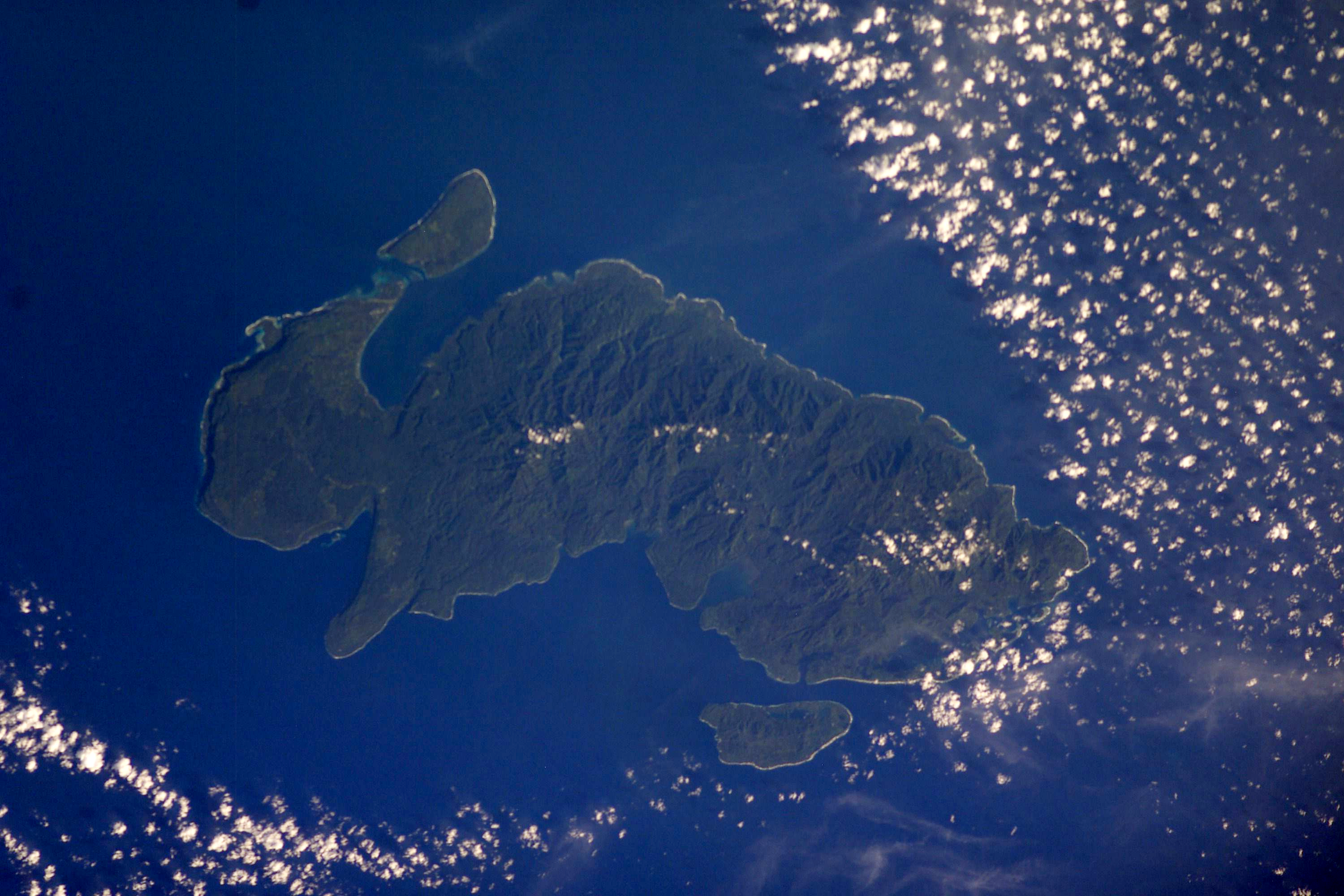
Vista satelital de la isla Nendo. El tsunami golpeó la parte oriental de la isla.

El terremoto de las Islas Salomón de 2013 fue un sismo de 8,0 grados en la escala sismológica de magnitud de momento ocurrido a las 12:12:23 UTC+11 (1:12:23 UTC) del 6 de febrero de 2013, con epicentro a unos 76 km al poniente de la localidad de Lata, en la provincia de Temotu y con una profundidad de 28,7 km (17,8 mi).
Como consecuencia del sismo, un tsunami que llegó a alcanzar 1,5 m de altura, causó la muerte a nueve personas. El terremoto se produjo debido a la interacción entre la placa australiana y la placa del Pacífico, y fue precedido por decenas de temblores en la región.

## Réplicas
- Durante los 7 días previos a este sismo, se han registrado 34 terremotos en el archipiélago, que podrían ser considerados "sismos iniciales" de este principal evento de magnitud 8.0. El sismo inicial más fuerte fue un evento de magnitud 6.7 el 2 de febrero a las 9:16 (hora local) (22:16 del 1 de febrero UTC), cuatro días antes del choque principal.[7][8][9]
- Tras el evento de 8.0, le siguieron 2 réplicas de 6.5 y 6.8 grados con epicentro en la misma zona.[10][1]
- Una réplica de 7.6 grados de magnitud se registró en la zona, a las 12:23 (hora local) (1:23 UTC), el 6 de febrero, a una profundidad de 10 km y a una intensidad mercalli de hasta X.[11]
- Una nueva réplica de 7.3 grados de magnitud se registró en la zona, a las 12:54 (hora local) (1:54 UTC), el 6 de febrero, a una profundidad de 10 km y a una intensidad mercalli de VIII.[12]
- Un sismo de 6.3 grados se registró en la zona, a las 17:35 (hora local) (6:35 UTC), el 6 de febrero, a una profundidad de 10.1 km y a una intensidad mercalli de VIII.[13]
- Además, varias réplicas (entre 10 y 20) de entre 5.5 y 6.4 grados se han registrado el 6 y 7 de febrero, con profundidades de 10 km e intensidad mercalli de entre IV y VII.[14][15][16][17][18][19][20][21][22]
- Dos réplicas de 6.1 y 6.8 grados se registraron en el archipiélago, a las 19:03 y 05:59 (hora local), el 7 y 8 de febrero (fecha local), a unas profundidades de 10 km y a una intensidad mercalli, de entre VI y VII.[23][24]
- Dos fuertes réplicas de 7.2 grados ambos se registraron en el archipiélago, a las 22:12 y 02:26 (horas locales) (11:12 y 17:26 UTC), el 8 y 9 de febrero, a una profundidad de 18 km el primero y el segundo a 27 km y a una intensidad mercalli de IX ambos.[25][26]
- El 10 de febrero a las 08:12 (hora y fecha local) (21:12 UTC), se registró una fuerte réplica de entre 6.6 y 6.9 grados a 30 km de Lata, a una profundidad de 10 km y a una intensidad mercalli de VIII. A este sismo le siguió una réplica de 6.0 grados que se registró en la misma zona y a 10 km de profundidad.[27][28][29]
- Otras réplicas se continuaron registrando durante el 11 y 12 de febrero. Las magnitudes variaron entre 6.0 y 6.3 y una intensidad Mercalli entre V y VI. Las más cercanas fueron a 51 km de Lata y la más lejana a 105.[30][31][32]

## Tsunami
El sismo, generó un tsunami que llegó a medir 1,5 m de altura, que golpeó la parte occidental de las Islas Santa Cruz (principalmente en la Isla Nendo). Además, se observaron olas de menor altura en Vanuatu (11 cm) y Nueva Caledonia (55 cm en Hienghène y 48 en Lifu). Luego, el Centro de Alerta de Tsunamis del Pacífico canceló otras alertas que afectaban a Papúa Nueva Guinea, Fiyi, Kiribati, Nueva Zelanda, Australia, Indonesia, Tuvalu, Samoa y otros archipiélagos de la zona.
En Honiara, capital de las Islas Salomón, los residentes se evacuaron a tierras más altas, lo que provocó atascos de tráfico. Las agencias locales de noticias informaron que cuatro aldeas del este de la provincia de Temotu fueron destruidas. Mientras que en Lata, el tsunami alcanzó la altura de 91 cm y dañó aproximadamente 100 casas y otras propiedades, entre ellas el aeropuerto y otras zonas bajas (según los funcionarios de las Islas Salomón). También, los servicios de agua y electricidad fueron interrumpidos. Además, el agua entró 500 m tierra adentro matando a trece personas, entre ellas cinco ancianos y un niño, como así también a otras cinco que se reportaron como desaparecidas. Mientras, que en la aldea Nela, se informó de que casi todas las casas fueron arrasadas, y en la aldea Venga, algunas casas fueron trasladados por el agua. También se realizaron evacuaciones en Numea y las Islas de la Lealtad en Nueva Caledonia.
En Nueva Zelanda, el Ministerio de Defensa Civil y de Gestión de Emergencias emitió una alerta para las localidades de North Cape, Auckland, East Cape, Gisborne, Auckland, New Plymouth y Wellington (ubicados en la Isla Norte) y calculó que el tsunami golpearía la zona a partir de las 18:00 o 19:00 (hora local) (5:00 o 6:00 UTC), aunque finalmente no ocurrió. También, el gobierno de Japón, emitió una alerta preventiva del tsunami. Mientras que en Fiyi, se evacuaron a los residentes de la capital, Suva, a terrenos más altos.